# Livadija
Livadija (ukrajinsky Лівадія, rusky Ливадия, krymskou tatarštinou Livadiia) je sídlo městského typu ležící 3 km západně od Jalty.
Okolí Livadije bylo osídleno nejpozději v době bronzové (3. tisíce let př. n. l.). V 18. století se v místech Livadije nacházelo nevelké řecké sídliště Svatý Ioann. V roce 1778 byli obyvatelé spolu s ostatním křesťanským obyvatelstvem Krymského chanátu vysídleni do Azovské gubernie, kde založili selo Velký Janisol (nyní Velká Novoselka v Doněcké oblasti Ukrajiny).
Od roku 1861 byla Livadija letní rezidencí ruských carů, Alexandr III. zde v roce 1894 zemřel.
Dnes je Livadija lázeňským městem. Významná je i pěstováním vína.